# Michael Abene
Michael Abene (* 2. Juli 1942 in Brooklyn, New York City) ist ein US-amerikanischer Jazz-Pianist, Arrangeur, Komponist, Musikpädagoge und Produzent. Von 2004 bis 2014 war er Chefdirigent der WDR Big Band. 

## Leben und Wirken
Abene stammt aus einer musikalischen Familie; sein Vater hatte eine eigene Band; sein Onkel war Stride-Pianist. In dessen Band begann auch seine Profikarriere in Farmingdale (New York); 1958 trat er in Marshall Browns international Youth Band auf dem Newport Jazz Festival auf. Abene hatte dann Unterricht bei John LaPorta, Wally Cirillo und studierte 1961/62 Komposition an der Manhattan School of Music. Er spielte 1961/62 in der Big Band von Don Ellis und ging dann zu Maynard Ferguson, wo er bis 1965 auch als Arrangeur tätig war (On Green Dolphin Street). 
Anfang der 1960er Jahre spielte er außerdem mit Clark Terry, Jimmy Nottingham, Buddy Rich, Harry Sweets Edison und Georgie Auld; 1965 bis 1967 trat er in der Band von Zoot Sims und Al Cohn im New Yorker Half Note auf. Er komponierte daneben Jingles und Musik für TV-Sendungen, komponierte und arrangierte Ende der 1960er Jahre für eine elfköpfige Band von Joe Shepley und Burt Collins.
Anfang der 1970er Jahre gastierte er in Duo-Besetzungen; u. a. mit dem Bassisten Michael Moore in New Yorker Clubs wie dem Bradley's  und 1978 im Half Note, arrangierte für David Taylor, Jim Pugh, die Grover Mitchell Big Band, Liza Minnelli, Charles Aznavour, B. B. King und Gary Burton, für das Mel Lewis Orchestra und für Dizzy Gillespie United Nation Orchestra. In den folgenden Jahren war er als Produzent für GRP Records tätig. 1988 erhielt das Album Digital Duke, das er mit Mercer Ellington produziert hatte den Grammy.

Als Band- und Sessionmusiker wirkte Abene an zahlreichen Plattenaufnahmen mit, u. a. bei Billy Cobham (1987), Chris Connor (1987), Maynard Ferguson, Buddy Rich und Dizzy Gillespie, sowie 1997 in der Band der Sängerin Nnenna Freelon (Maiden Voyage). 
In den Jahren 2000 bis 2003 wurden verschiedene Werke Abenes in Zusammenarbeit mit internationalen Ensembles uraufgeführt, u. a. mit dem Metropole Orkest beim International Trombone Festival in Utrecht, dem Mancini Institute Orchestra in Los Angeles sowie mit der RTV Symphony und Big Band in Slowenien.
Michael Abene arbeitete lange Zeit als Musikpädagoge an der Manhattan School of Music. Seit Januar 2004 war Michael Abene als Chefdirigent der WDR Big Band Köln tätig; Produktionen der WDR Big Band wurden 2007 (mit Michael Brecker) und 2008 (mit Patti Austin) mit einem Grammy ausgezeichnet; auch 2009 war eine Produktion (mit Joe Lovano) für den Grammy nominiert. Er schrieb auch Arrangements für die WDR Big Band; sie spielte zum Beispiel beim Jazz Festival Viersen 2010 Sextett-Kompositionen von Charles Mingus, die Abene arrangiert hatte. Sein Nachfolger als Chefdirigent wurde mit Anfang der Spielzeit 2014/2015 der Amerikaner Richard DeRosa. Seit November 2011 ist Abene Professor für Ensembleleitung-Jazz am Institut 8 Jazz der Kunstuni Graz.

## Werke (Auswahl)
- Richard Sussmann, Michael Abene: Jazz Composition and Arranging in the Digital Age. Oxford University Press, Oxford, New York. 2012 ISBN 978-0-19-538099-6